# China Uncensored
China Uncensored (čínsky 中国解密; česky Čína bez cenzury) je youtubový pořad, který se zaměřuje na citlivé politické problémy v Číně s prvky humoru a ironie. Provází jím Chris Chappell. Jednotlivé díly jsou sestaveny do delších 30 minutových epizod, které vysílá newyorská televize New Tang Dynasty Television. Ta mimo jiné spolupracuje s duchovním hnutím Fa-lun-kung, jehož členové jsou v Číně pronásledováni. NTD přidává do těchto epizod čínské titulky a následně je vysílá na území pevninské Číny.
Dle Voxe pořad spolupracuje s mezinárodním médiem The Epoch Times.
V dubnu 2017 byl s odvoláním na místní zákony China Uncensored dočasně zablokován na Apple TV na pevninské Číně. Pořad byl dále zablokován i v Hongkongu a na Tchaj-wanu.

## Chris Chappell
Hlavním prezentujícím pořadu je Chris Chappell. Zpravodajskému webu The Daily Dot řekl, že se o čínskou kulturu začal zajímat ve svých 19 letech, kdy onemocněl a byl hospitalizován. Doktoři mu řekli, že by mohl mít vzácný srdeční virus, ale poté, co ho jeho kamarád seznámil s Čchi-kungem, se mu den po cvičení udělalo lépe. Ohledně vytvoření China Uncensored řekl: „Byl jsem zpravodajem v Číně a nakonec mě unavil nestranný přístup, který jste jako nezaujatý reportér museli mít. Pomyslel jsem si: Proč nejít ve stopách The Daily Show nebo The Colbert Report?“